# Chiến tranh hóa học
Chiến tranh hóa học liên quan đến việc lợi dụng các đặc tính độc hại của các chất hóa học để làm vũ khí. Đây là loại chiến tranh khác với chiến tranh hạt nhân và vũ khí sinh học, mà cùng nhau tạo nên NBC, từ viết tắt tiếng Anh trong quân sự chỉ hạt nhân, sinh học và hóa học (chiến tranh hay vũ khí), tất cả đều được coi là "vũ khí hủy diệt hàng loạt" (WMD). Cả ba loại vũ khí này không nằm trong thuật ngữ vũ khí thông thường mà chủ yếu là do khả năng tàn phá của chúng. Với trang thiết bảo vệ, công tác huấn luyện, và các biện pháp khử độc phù hợp, tác dụng chính của vũ khí hóa học có thể được khắc phục. Nhiều quốc gia có trữ lượng lớn nhân viên làm vũ khí để chuẩn bị cho việc sử dụng trong chiến tranh. Các mối đe dọa và các mối đe dọa đã trở thành công cụ chiến lược trong kế hoạch cả hai biện pháp và biện pháp đối phó.